# Изотермен процес
Изотермен процес е всеки термодинамичен процес, при който температурата на разглежданата система не се променя. Обикновено, при такива процеси, термодинамичната система е свързана с термостат, а самият процес протича достатъчно бавно, за да се позволи на системата да е непрекъснато в термично равновесие с термостата. Не бива да се бърка с адиабатен процес, при който системата не обменя топлина с околната среда.

## В метеорологията
В метеорологията изотермията представлява запазване на една и съща температура във въздушен слой. На практика като изотермични се приемат и такива слоеве, в които температурата се изменя малко при изменение на височината (при темп. градиент от порядъка 0,1—0,2 °С на 100 m височина). Изотермичните слоеве се образуват обикновено по същия начин, както инверсионните. И едните, и другите слоеве имат особено важно значение за развитието и характера на облачността. Те пречат на образуването и развитието на конвективната облачност и спомагат за развитието на слоестата облачност.